# Tone Starc
Tone Starc, slovenski zdravnik, * 19. maj 1940, Čurile, † 18. januar 2018, Novo mesto
Bil je zdravnik interne medicine in kardiolog, direktor Splošne bolnišnice Novo mesto (1986-1999) in 1998-2002 tudi župan mestne občine Novo mesto, ki ga je leta 2013 razglasila za častnega občana.

## Odlikovanja in nagrade
Leta 1992 je prejel častni znak svobode Republike Slovenije z naslednjo utemeljitvijo: »za izjemne zasluge pri obrambi svobode in uveljavljanju suverenosti Republike Slovenije«.